# 페테르 노르투그
페테르 노르투그(노르웨이어: Petter Northug, 1986년 1월 6일~)는 노르웨이의 전직 크로스컨트리 스키 선수이다. 올림픽에 2회 참가하였으며 2010년 동계 올림픽에서 금메달 2개, 은메달 1개, 동메달 1개를 획득했다. 그는 단체 스프린트에서 외위스테인 페테르센과 짝을 지어 금메달을 획득했으며, 계주에서 은메달, 개인 스프린트에서 동메달을 땄으며, 스키 최장거리이며 이 대회 마지막 경기인 50km에서 금메달을 획득했다.
노르투그는 세계 선수권 대회에 6회 참가하여 금메달 13개, 은메달 3개를 획득했다. 또한 크로스컨트리 스키 월드컵에서 종합 우승 2회(2010, 2013) 달성했고 금메달 47개를 획득했다. 또한 투르 드 스키에서 1회 종합 우승(2015)을 달성했고 투르 드 스키 최다 구간 우승(13회) 기록을 보유하고 있다. 그는 역대 최고의 크로스컨트리 스키 선수를 꼽을 때 이름이 언급되는 선수들 중 한 명이며, 2009년과 2015년에 노르웨이 올해의 스포츠인으로 선정되었다.

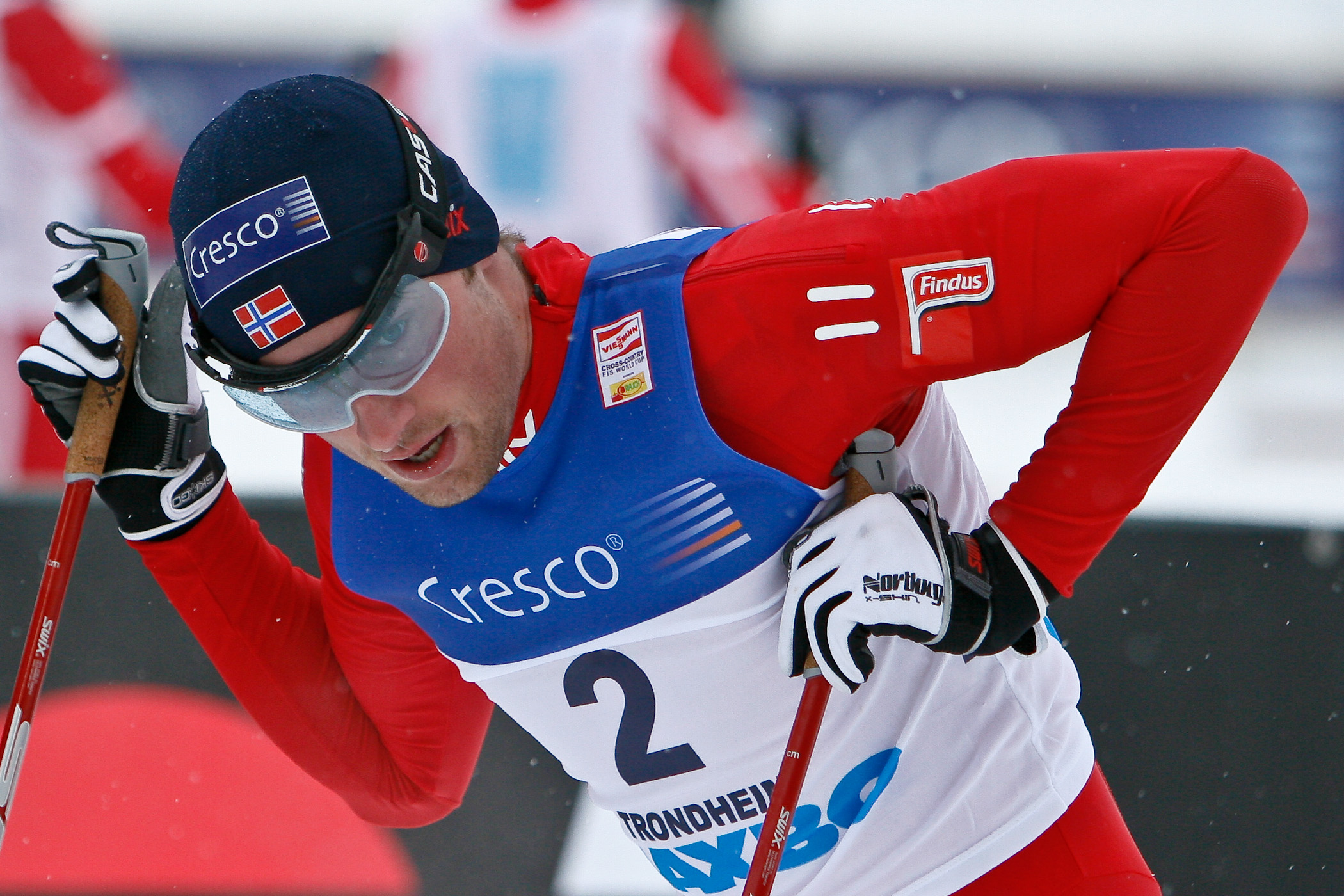
2009년 3월 트론헤임 스프린트 월드컵 당시의 노르투그

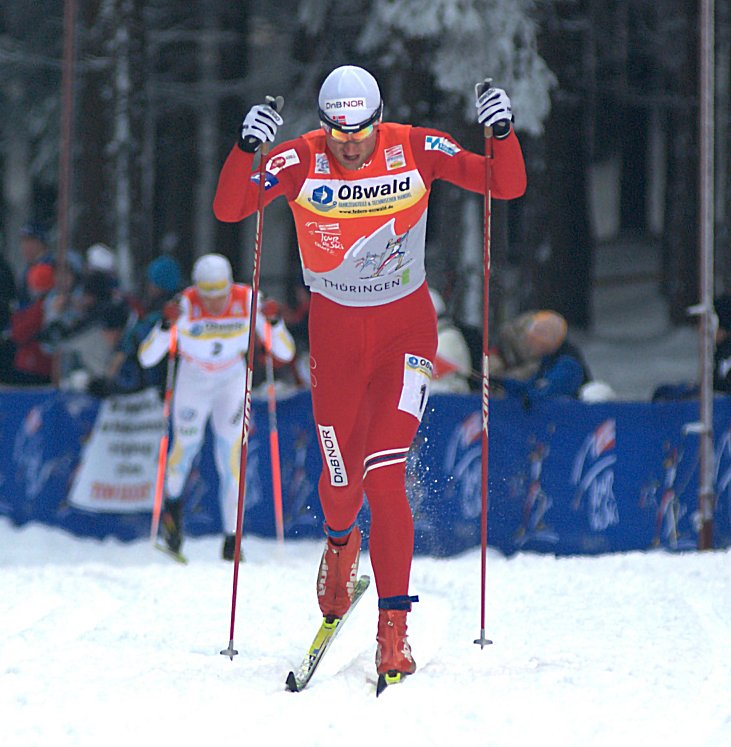
2010년 오버호프 투르 드 스키 대회 당시의 노르투그

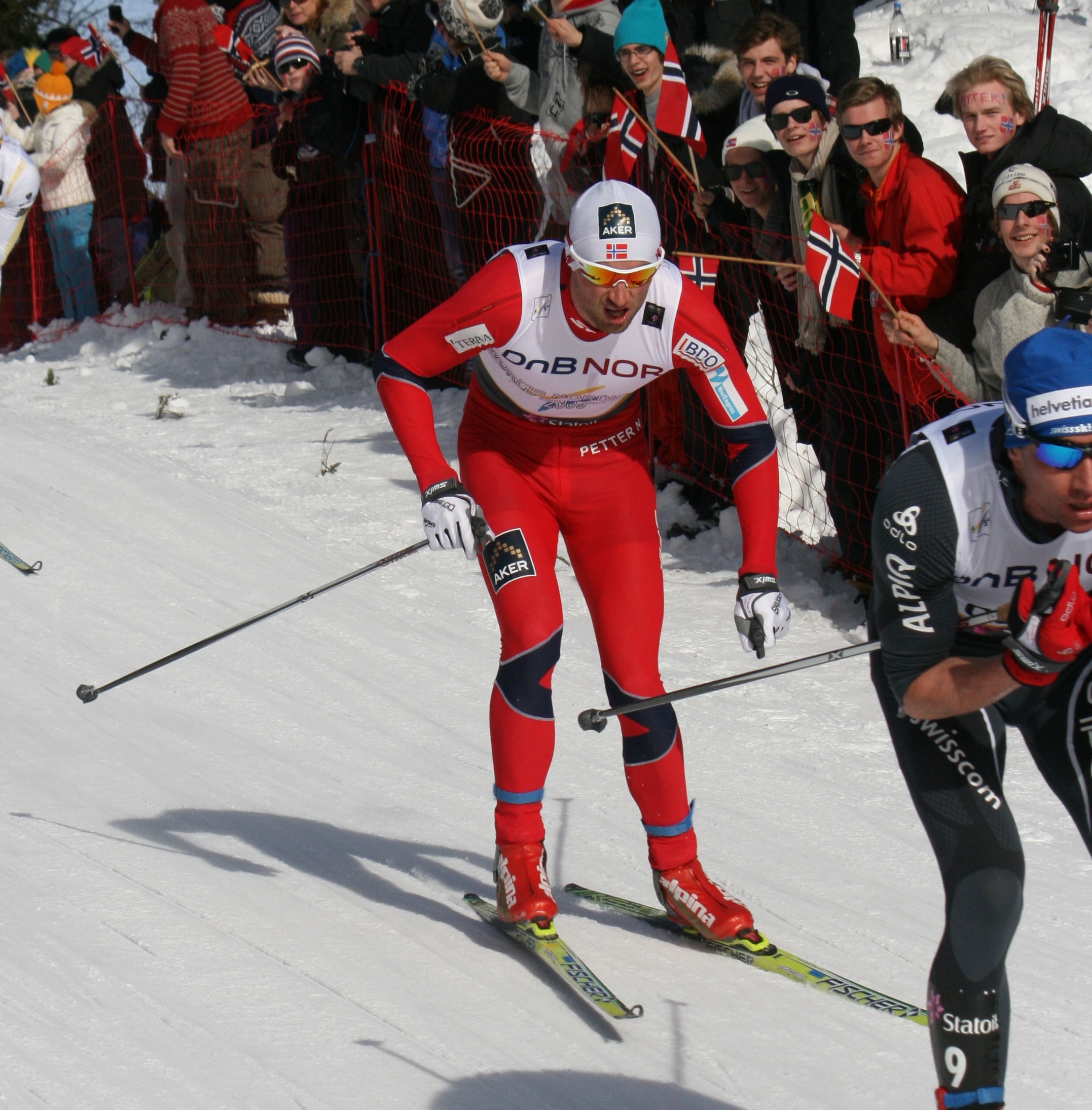
2011년 오슬로 세계 선수권 대회 50km 경기 당시의 노르투그

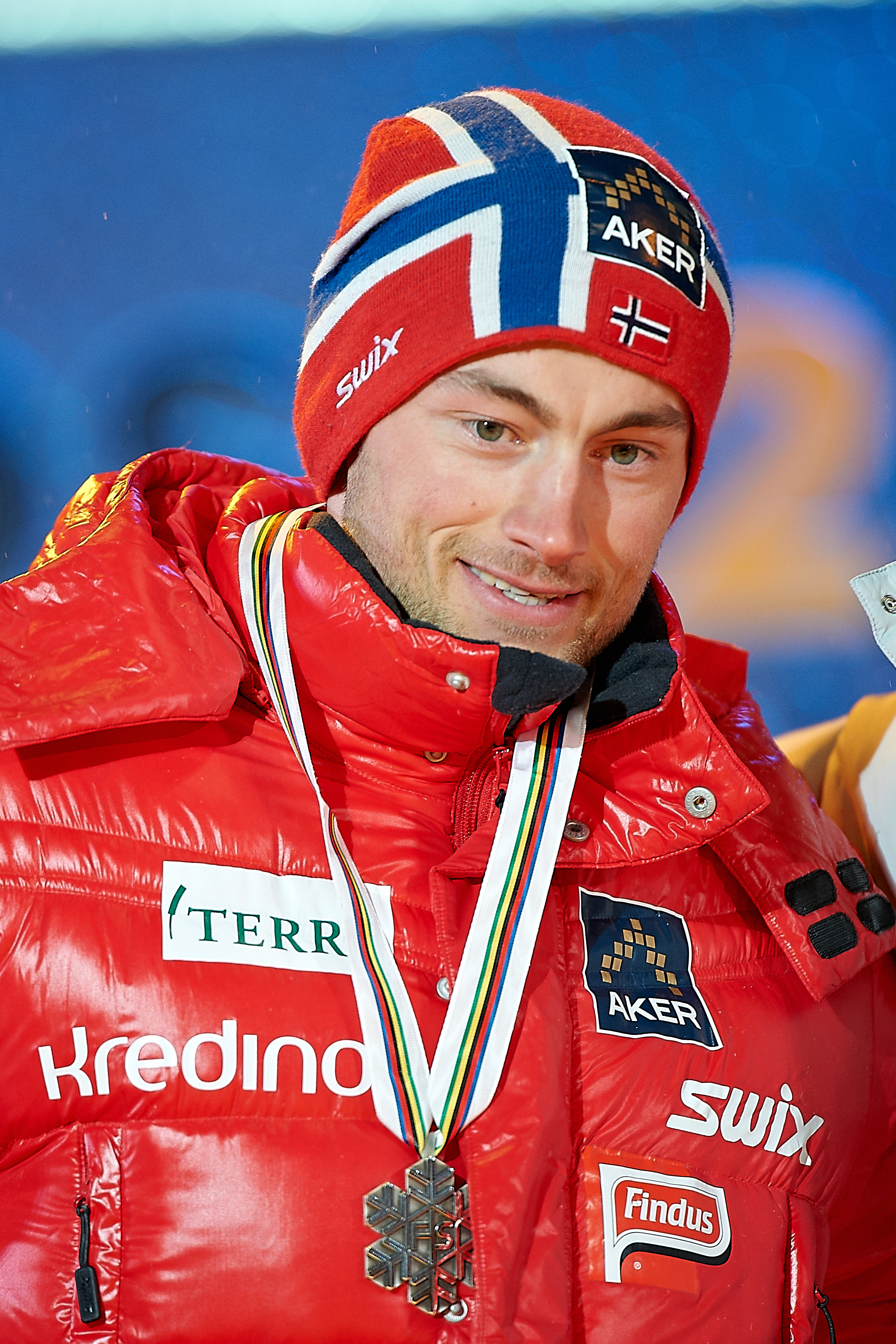
2011년 세계 선수권 대회 시상식 당시의 노르투그

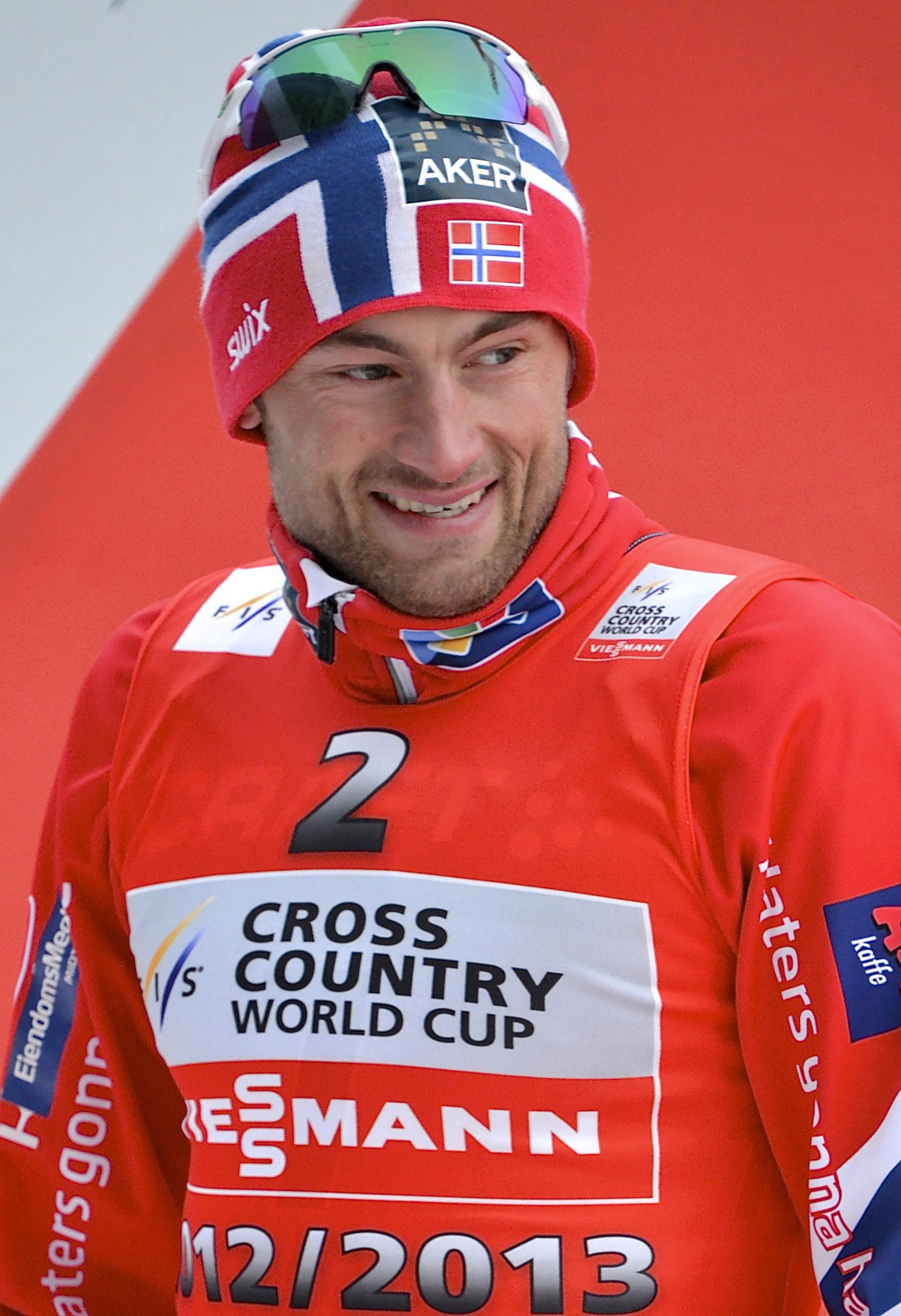
2013년 3월 스톡홀름 스프린트 월드컵 당시의 노르투그